# Bronchonema magna
Bronchonema magna ist ein Fadenwurm der beim Kap-Springbock (Antidorcas marsupialis) und beim Buntbock (Damaliscus pygargus) in der Lunge parasitiert. Es wird vermutet, dass der Parasit durch die Einfuhr des Springbocks einen Wirtsübergang auf den Buntbock vollzog und bei letzteren eine deutlich gesteigerte Pathogenität und damit Mortalität aufweist. Bronchonema magna ist der einzige Vertreter der Gattung Bronchonema.

## Merkmale
Grund für die Zuordnung einer neuen Gattung war für Mönnig das Kopfende, welches bei horizontaler Ansicht nur zwei Lippen aufweist. Dougherty (1946) hielt das nicht für ein valides Kriterium. Bei der Morphologie der Bursa copulatrix, der Vagina und des ersten Larvenstadiums ähnelt die Art stark Dictyocaulus filaria, so dass Sarwar (1957) ebenfalls keine ausreichende Berechtigung für eine neue Gattung sah. Die Spicula sind jedoch dünn und mit etwa 2 mm auch länger als bei Dictyocaulus, zudem fehlt der bukkale Ring. Daher wird in den Systematiken der letzten Jahrzehnte die eigenständige Stellung aufrechterhalten.
Die Mundöffnung wird von zwei Lippen eingefasst, eine Mundhöhle fehlt. Die Bursa copulatrix ist gut entwickelt, die beiden ventralen Rippen liegen nahe beieinander, die mediolateralen sind von den anderen lateralen getrennt. Die medio- und posteriolateralen Rippen sind über die nahezu gesamte Länge vereinigt, die externodorsale entspringt eigenständig. Die dorsale Rippe ist doppelt angelegt, jede hat zwei seitliche Abzweigungen. Ein Gubernaculum ist vorhanden. Die Vulva liegt nahe der Körpermitte, die beiden Uteri divergieren. Wie bei allen Dictyocaulinae sind die Weibchen ovovivipar.